# 언프렌드
《언프렌드》(Unfriend)는 2016년 독일의 공포 영화이다.

## 출연

### 주연
- 알리시아 데브넘 캐리
- 리슬 알러스
- 윌리암 모즐리
- 코너 파올로
- 브릿 모건

### 조연
- 숀 마케트
- 수잔 댄포드
- 리 라비브
- 샤쇼니 홀
- 니콜라스 폴링
- 킴벌리 스타크

## 기타
- 공동제작: 스테판 가트너
- 공동제작: 버사 스피커
- 공동제작: 기셀허 벤즈케
- 공동제작: 시몬 베호벤
- 라인프로듀서: 마렌 보우어
- 라인프로듀서: 마크 폽
- 라인프로듀서: 데이빗 보그트
- 협력프로듀서: 매튜 발렌
- 미술: 실베인 긴그라스
- 미술: 토미 스타크
- 세트: 멜린다 라운스파흐
- 세트: 액셀 회벨